# Гоплія Зайцева
Гоплія Зайцева (Hoplia zaitzevi) — вид жуків родини пластинчастовусих (Scarabaeidae). Названий на честь російського колеоптолога Пилипа Зайцева (1877—1957).

## Поширення
Вид поширений в степовій зоні на сході України, Європейської частини Росії та Казахстану. Також виявлена ізольована популяція на Куршській косі у Литві.

## Опис
Жук завдовжки 7,5-9,5 мм. Забарвлення чорно-буре, верх у жирно-блискучих волосоподібних сіро-зелених або бурих лусочках, що не приховують основного фону. Голова і переднеспинка в довгих волосках.